# Reichsinstitut für Geschichte des neuen Deutschlands
Das Reichsinstitut für Geschichte des neuen Deutschlands wurde am 4. Oktober 1935 als Einrichtung der NSDAP in Berlin auf Betreiben des nationalsozialistischen Historikers Walter Frank gegründet und war dem Reichswissenschaftsministerium unterstellt. Als Hauptaufgabe befasste es sich mit der „Judenfrage“ und war somit ein Instrument der NS-Propaganda. Eine 1936 gegründete Zweigstelle an der Universität München für die Forschungsabteilung Judenfrage wurde von Wilhelm Grau geleitet. Zu den bekanntesten Mitgliedern gehörten die „Rassenforscher“ Eugen Fischer, Hans F. K. Günther sowie Otmar Freiherr von Verschuer. Explizit nationalsozialistische und nationalkonservative Historiker wie Johannes Grandinger, Erich Botzenhart und Hermann Kellenbenz und der antisemitische Tübinger Theologieprofessor Gerhard Kittel waren auch vertreten.

## Geschichte
Das Institut wurde auf Betreiben des nationalsozialistischen Historikers Walter Frank und durch Erlass von Bernhard Rust vom Reichsminister für Erziehung, Bildung und Volksbildung am 4. Oktober 1935 rückwirkend zum 1. Juli 1935 gegründet und hatte seinen Sitz in Berlin. Das Institut sollte die 1928 von Friedrich Meinecke gegründete Historische Reichskommission ersetzen.
Die offizielle Gründung erfolgte am 19. Oktober 1935 mit einem Festakt an der Berliner Universität in Anwesenheit von Rudolf Heß, Alfred Rosenberg, Baldur von Schirach und Wilhelm Stuckart. Nach Harm Peer Zimmermann strebte Frank eine Clearing- und Zensurstelle für die Aufsicht, Ausrichtung und Koordinierung der gesamten geschichtswissenschaftlichen Forschung an.
Als Präsident des Instituts wurde Walter Frank ernannt, die Geschäftsführung des Gesamtinstituts übernahm Gerhard Schröder.
Als Zweigstelle des Reichsinstituts wurde am 19. November 1936 an der Universität München offiziell die Forschungsabteilung Judenfrage gegründet, unter Leitung des Geschäftsführers Wilhelm Grau. Diese Forschungsabteilung war dem Reichswissenschaftsministerium unterstellt. Zu den bekanntesten Mitgliedern gehörten die Rassenforscher Eugen Fischer, Hans F. K. Günther sowie Otmar Freiherr von Verschuer. Explizit nationalsozialistische und nationalkonservative Historiker wie Johannes Grandinger, Erich Botzenhart und Hermann Kellenbenz und der antisemitische Tübinger Theologieprofessor Gerhard Kittel waren vertreten. Der Genealoge Friedrich W. Euler gehörte zu den engeren Mitarbeitern.
Ende 1941 folgte Karl Richard Ganzer Frank kommissarisch als Präsident des Instituts nach. Nach dessen Tod folgte ihm Erich Botzenhart bis 1945.
1939 entließ Frank den Geschäftsführer Grau, da dieser zu eigenmächtig handelte. Als Grau im Frankfurter Institut zur Erforschung der Judenfrage eine Anstellung fand, wo ihn der Sponsor Alfred Rosenberg sogar zum Direktor einer eigenen Außenstelle ernannte, entbrannte ein Machtkampf zwischen beiden Einrichtungen um den Führungsanspruch zur „Judenfrage“.
Das Reichsinstitut befasste sich mit drei Forschungsschwerpunkten: Erstens mit der „Politischen Führung im Weltkrieg“, zweitens mit dem „Nachkrieg“, der dritte trug den Namen „Forschungsabteilung Judenfrage“, ab April 1938 „Hauptreferat Judenfrage“. Die Gewichtung der Schwerpunkte sowie die Aufgabenstellung innerhalb der Einzelbereiche verlagerten sich parallel zum Kriegsverlauf. So begann das Reichsinstitut bei Kriegsausbruch gegen England damit, antijüdische Artikel gegen englische Juden zu publizieren. Bis zum Fall Benito Mussolinis gehörte die Recherche an italienischen Blutlinien in Deutschland zu den Aufgaben des Instituts. Hierdurch sollte die positive Assimilation der Juden dokumentiert werden. Nach dem Sturz Mussolinis wurde die Arbeit sofort gestoppt.
Frank befasste sich zunächst mit der Sicherung von Nachkriegsdokumenten zum Thema Juden und erhielt dafür die offizielle Erlaubnis, gewaltsame Requirierungen von Bibliotheksmaterial und Archivbeständen vorzunehmen. So wurden beispielsweise Daten über Judentaufe und Mischehen gesammelt.
Ab ca. 1942 begann die fotografische Erfassung jüdischer Friedhöfe im Kontekt der geplanten „Endlösung der Judenfrage“ in Europa.
Um das Ziel einer völkischen Gemeinschaft zu erreichen, wurde z. B. bei einem Preisausschreiben ein Preisgeld in Höhe von 400 Reichsmark für den besten Artikel zum Thema Hofjuden in Österreich ausgesetzt.
Das Institut wurde nach Kriegsende aufgelöst.

## Aufgabenstellung

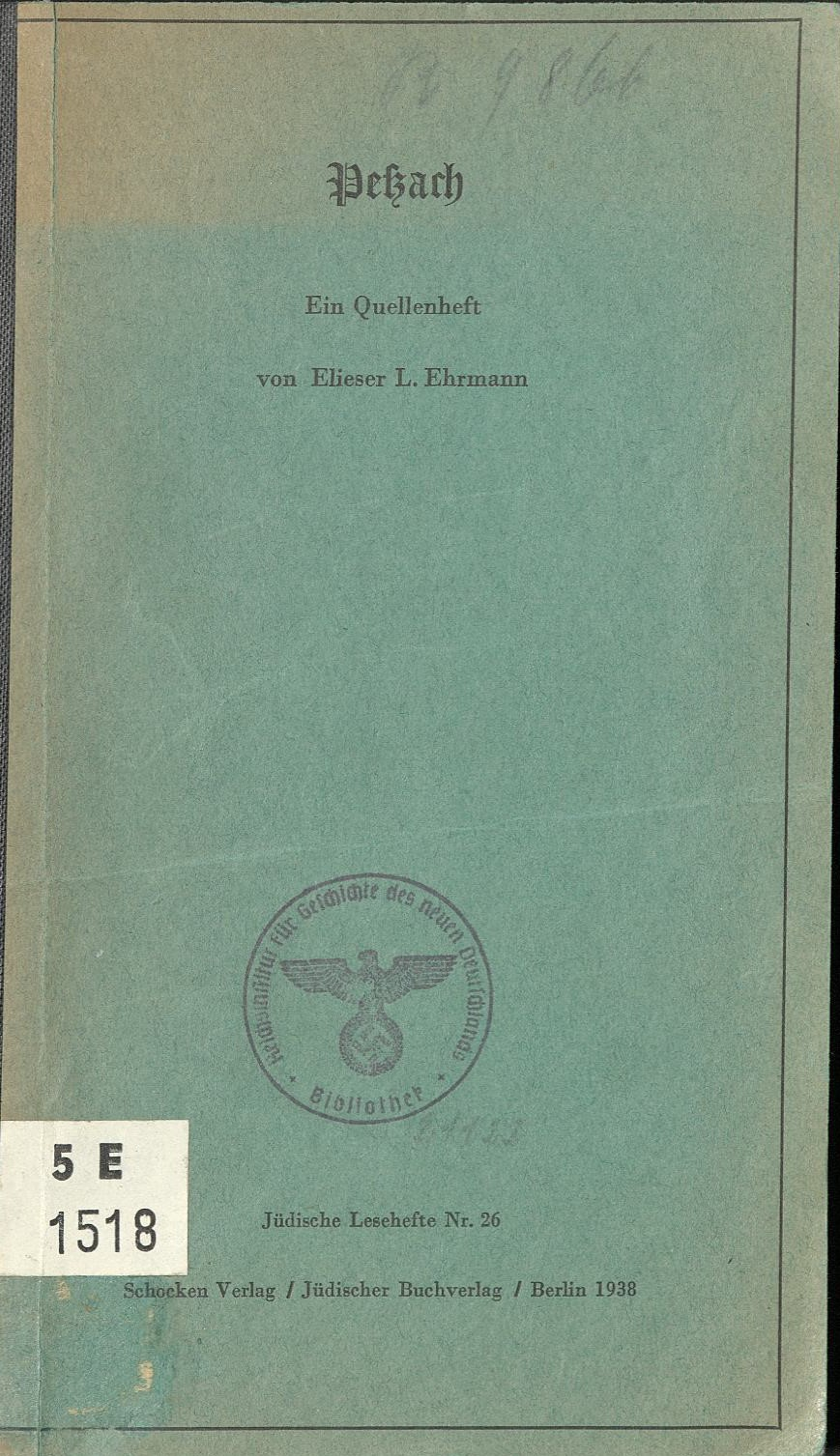
Bibliotheksstempel auf einem Exemplar der Jüdischen Lesehefte (1938)

In der Satzung des Reichsinstituts war die Aufgabe festgelegt, „die neuere deutsche Geschichte, vor allem im Zeitraum zwischen der Französischen Revolution und der nationalsozialistischen Revolution zu erforschen und darzustellen“. Das Institut diente dazu, der nationalsozialistischen Regierung eine Rechtfertigung für ihre antijüdische Politik zu liefern. Die Wissenschaftler beschafften dabei pseudowissenschaftliches Material zur Erklärung des Antisemitismus. Die Politik benutzte die Wissenschaft, um die Frage, wer ein Jude ist, zu „klären“. Das Reichsinstitut wurde Zentrum der antijüdischen deutschen Geschichtsschreibung.
Durch seine Veröffentlichungen erfüllte das Institut für die nationalsozialistische Partei den Anspruch, nachweisbare wissenschaftliche Fakten für ihr politisches Verhalten präsentieren zu können. Hierbei fand eine enge Zusammenarbeit mit dem Auswärtigen Amt statt, bei der geheime Informationen von Konsulaten und Geheimdiensten ausgetauscht wurden. Zur Veröffentlichung der Arbeiten dienten nicht nur Fachzeitschriften, sondern auch die Tagespresse und der Rundfunk. Selbst Ausstellungen und Filme wie Der ewige Jude dienten dazu, die Notwendigkeit der Rassengesetzgebung zu erklären.

## Autoren der ReiheForschungen zur Judenfrage
Außer den Genannten publizierten bis 1944 in den Forschungen zur Judenfrage:
- Max Wundt
- Franz Koch
- Wilhelm Stapel
- Karl Georg Kuhn
- Friedrich Burgdörfer
- Hans Behrens
- Otto Höfler
- Clemens August Hoberg
- Rudolf Craemer
- Oskar Grosse
- Wilfried Euler, ein Tarnname des o.a. Friedrich Wilhelm Eulerdort

## Ehrenmitglieder
- 1937: Philipp Lenard, Johannes Stark und Ludwig Schemann als besonders verdienstvolle Mitglieder der Forschungsabteilung Judenfrage